# Rhantus elisabethae
Rhantus elisabethae es una especie de escarabajo del género Rhantus, familia Dytiscidae. Fue descrita científicamente por Balke, Kinibel & Sagata en 2007.
Habita en Australia.